# Caquetádikbekje
Het caquetádikbekje (Sporophila americana murallae) is een zangvogel uit de familie Thraupidae (tangaren). De vogel werd in 1915 als ondersoort van het bont dikbekje geldig beschreven maar later beschouwd als aparte soort. Volgens de South American Classification Committee van de American Ornithological Society is dit taxon (weer) te beschouwen als een ondersoort.

## Verspreiding en leefgebied
Deze soort komt voor van zuidoostelijk Colombia tot oostelijk Brazilië, oostelijk Ecuador en noordoostelijk Peru.